# أليستر ماكلين
أليستر ستوارت ماكلين (بالإنجليزية: Alistair MacLean) (21 أبريل 1922 – 2 فبراير 1987) كان روائيًا اسكتلنديًا من القرن العشرين كتب قصص إثارة ومغامرة مشهورة. تتضمن أعماله مدافع نافارون وحمار الوحش في المحطة الثلجية وحيث تجرؤ النسور، والتي تحولت جميعًا إلى أفلام شهيرة. نشر أيضًا روايتين تحت اسم مستعار هو إيان ستوارت. يُقدر أن كتبه باعت أكثر 150 مليون نسخة حول العالم، ما يضعه من بين أكثر كتاب روايات الخيال بيعًا في التاريخ.
تبعًا لإحدى رسائل النعوة، «لم يفقد [ماكلين] حبه للبحر أو موهبته في تصوير البريطانيين الطيبين ضد الألمان الأشرار أو ولعه بالميلودراما. استنكر النقاد شخصياته الهشة والإناث التافهات بينها، لكن القراء أحبوا مزجه لقصص القوات الخاصة المليئة بالإثارة والحركة والعضلات مع البيئات الغريبة التي تضمنت الجزر اليونانية وحقول النفط في ألاسكا».

## بداية حياته
ينحدر أليستر ستوارت ماكلين من عشيرة ماكلين الاسكتلندية. وُلد في الحادي والعشرين من أبريل عام 1922 في منطقة شيتلستون في مدينة غلاسكو الاسكتلندية، وهو الابن الثالث من أربعة لكاهن كنيسة اسكتلندا، لكنه قضى جزءًا كبيرًا من طفولته وشبابه في دافيوت على بعد عشرة أميال من إنفرنيس. تعلم اللغة الإنجليزية كلغة ثانية بعد لغته الأم وهي الغيلية الاسكتلندية.
في عام 1941 عندما كان في التاسعة عشر من عمره، استُدعي للقتال في الحرب العالمية الثانية مع القوى البحرية الملكية، ليخدم في صفوف البحارة العاديين ثم البحارة المهرة ومسؤولي إطلاق الطوربيد. كُلف في البداية بالعمل في بورنمث كوين، وهي سفينة رحلات مجهزة بأسلحة مضادة للطيران، وذلك قبالة الساحل الإنجليزي الإسكتلندي. بدءًا من عام 1943، عمل على متن سفينة روياليست للبحرية الملكية، وهي طراء خفيف من طراز ديدو. هناك شهد بعض الأحداث في مسرح عمليات الأطلسي برفقة قافلتين قطبيتين رافقتا مجموعتين من حاملات الطائرات خلال العمليات ضد البارجة الألمانية تيربيتز وعدد من الأهداف الأخرى قبالة الساحل النرويجي. شارك في القافلة بي كيو 17 على متن روياليست.
في عام 1944، انتقل مع سفينة روياليست إلى مسرح عمليات البحر المتوسط كجزء من عملية اجتياح الجنوب الفرنسي بالإضافة إلى المساعدة في إغراق السفن التي حاصرت كريت وقصف ميلوس في بحر إيجه. خلال هذه الفترة، يُعتقد أن ماكلين تعرض للإصابة نتيجة حادث في التدريب على الرمي. في عام 1945، وفي مسرح عمليات الشرق الأقصى، شهد ماكلين وروياليست نشاطًا حربيًا من خلال مرافقة مجموعات حاملات الطائرات في العمليات ضد الأهداف اليابانية في بورما ومالايا وسومطرة. ادعى ماكلين لاحقًا في حياته اعتقاله من قبل اليابانيين بعد قصفه عددًا من الجسور، وتعذيبه من خلال اقتلاع أسنانه لكن كلًا من ابنه وكاتب قصة حياته دحضا القصة معتبرينها هذيانًا خلال حالة ثمل. بعد استسلام اليابان، شاركت روياليست في إجلاء أسرى الحرب من سجن تشانجي في سنغافورة.
سُرح ماكلين من البحرية الملكية عام 1946. درس بعد ذلك الإنجليزية في جامعة غلاسكو، وعمل خلال هذه الفترة في مكتب البريد بالإضافة إلى تنظيف الشوارع. تخرج عام 1953، وعمل لفترة قصيرة كحمّال في مشفى، ثم حصل على عمل كأستاذ مدرسة في مدرسة غالو فلات في بلدة راذرغلين.

## حياته ككاتب

### أعماله الأولى
عندما كان طالبًا في الجامعة، بدأ ماكلين بكتابة القصص القصيرة بحثًا عن دخل إضافي، ليربح مسابقة في عام 1954 بقصته البحرية القصيرة ’ديلياس’. باع قصصًا لصحيفتي ديلي ميرور وذي إيفنينغ نيوز. تأثرت زوجة المحرر إيان تشابمان الذي يعمل في شركة كولينز للنشر بقصة ’ديلياس’ على وجه الخصوص، ورتب آل تشابمان اجتماعًا مع ماكلين مقترحين عليه كتابة رواية. استجاب أستاذ المدرسة برواية سفينة جلالة الملكة: أوليسس، التي بناها على تجاربه التي خاضها خلال الحرب، إضافة إلى وجهات نظر وآراء من شقيقه إيان الذي عمل كبحار مرخص في البحرية الملكية. استغرقت كتابة الكتاب أكثر من ثلاثة أشهر.
وصف ماكلين لاحقًا عملية الكتابة:
«رسمت مخططًا على شكل مربع متقاطع، تشير الخطوط نحو الأسفل إلى الشخصيات، أما الخطوط المعترضة فتشير إلى الفصول من 1 إلى 15. معظم الشخصيات ماتت، في الواقع لم يبق سوى شخص واحد حيًا، لكن عندما وصلت إلى نهاية المخطط بدا غير متوازن إلى حد ما، إذ مات العديد من الأشخاص خلال الفصول الأول والخامس والعاشر لذلك كان علي إعادة كتابة الرواية لأعطي مجالًا متوازنًا من الموت على امتدادها. أعلم أن هذا يبدو محسوبًا ومفعولًا بدم بارد، لكن هذه هي الوسيلة التي نفذت الأمر بها».
تلقى ماكلين مبلغًا مقدمًا كبيرًا يصل إلى 50,000 دولار أمريكي، حتى أنه وصل إلى الصفحة الأولى في بعض الصحف. كوفئت شركة كولينز عندما وصلت مبيعات الكتاب إلى ربع مليون من نسخة الغلاف القاسي في إنجلترا خلال الأشهر الستة الأولى من نشره. باع الكتاب بعد ذلك ملايين النسخ الأخرى. بيعت حقوق إنتاج الفيلم عن الكتاب إلى روبرت كلارك من أسوشييتد بريتيش لقاء 30,000 جنيه إسترليني لكن الفيلم لم يُنتج. ساعد هذا المبلغ المالي ماكلين على تخصيص وقته للكتابة واعتبارها عمله الأساسي.

## وصلات خارجية
- أليستر ماكلين على موقع IMDb (الإنجليزية)
- أليستر ماكلين على موقع مونزينجر (الألمانية)
- أليستر ماكلين على موقع ميوزك برينز (الإنجليزية)
- أليستر ماكلين على موقع أول موفي (الإنجليزية)
- أليستر ماكلين على موقع قاعدة بيانات الأفلام السويدية (السويدية)
- أليستر ماكلين على موقع إن إن دي بي (الإنجليزية)
- أليستر ماكلين على موقع ديسكوغز (الإنجليزية)
- أليستر ماكلين على موقع قاعدة بيانات الفيلم (الإنجليزية)
- أليستر ماكلين في قاعدة بيانات الأفلام على الإنترنت